# Сіксто Баррера
Сіксто Сезар Баррера Очоа (ісп. Sixto César Barrera Ochoa; нар. 17 вересня 1983, Ліма) — перуанський борець греко-римського стилю, чемпіон Південної Америки, чемпіон, срібний та триразовий бронзовий призер Панамериканських чемпіонатів, срібний призер Панамериканських ігор, учасник Олімпійських ігор.

## Життєпис
Боротьбою почав займатися з 1997 року.
Виступав за спортивний клуб «Хосе Гранда» Ліма. Тренер — Енріке Кубас (з 2003).

## Спортивні результати на міжнародних змаганнях

### Виступи на Олімпіадах
| Змагання                    | Збірна | Вагова категорія                 | Місце |
| --------------------------- | ------ | -------------------------------- | ----- |
| Літні Олімпійські ігри 2008 | Перу   | греко-римська боротьба, до 74 кг | 11    |

### Виступи на Чемпіонатах світу
| Змагання                        | Збірна | Вагова категорія                 | Місце |
| ------------------------------- | ------ | -------------------------------- | ----- |
| Чемпіонат світу з боротьби 2002 | Перу   | греко-римська боротьба, до 74 кг | 28    |
| Чемпіонат світу з боротьби 2003 | Перу   | греко-римська боротьба, до 74 кг | 30    |
| Чемпіонат світу з боротьби 2007 | Перу   | греко-римська боротьба, до 74 кг | 32    |
| Чемпіонат світу з боротьби 2011 | Перу   | греко-римська боротьба, до 74 кг | 12    |

### Виступи на Панамериканських чемпіонатах
| Змагання                                   | Збірна | Вагова категорія                 | Місце  |
| ------------------------------------------ | ------ | -------------------------------- | ------ |
| Панамериканський чемпіонат з боротьби 2002 | Перу   | вільна боротьба, до 74 кг        | 5      |
| Панамериканський чемпіонат з боротьби 2003 | Перу   | греко-римська боротьба, до 74 кг | Бронза |
| Панамериканський чемпіонат з боротьби 2006 | Перу   | греко-римська боротьба, до 74 кг | Срібло |
| Панамериканський чемпіонат з боротьби 2007 | Перу   | греко-римська боротьба, до 74 кг | Бронза |
| Панамериканський чемпіонат з боротьби 2008 | Перу   | греко-римська боротьба, до 74 кг | Золото |
| Панамериканський чемпіонат з боротьби 2009 | Перу   | греко-римська боротьба, до 74 кг | 5      |
| Панамериканський чемпіонат з боротьби 2011 | Перу   | греко-римська боротьба, до 74 кг | Бронза |
| Панамериканський чемпіонат з боротьби 2012 | Перу   | греко-римська боротьба, до 74 кг | 7      |

### Виступи на Панамериканських іграх
| Змагання                  | Збірна | Вагова категорія                 | Місце  |
| ------------------------- | ------ | -------------------------------- | ------ |
| Панамериканські ігри 2003 | Перу   | греко-римська боротьба, до 74 кг | 4      |
| Панамериканські ігри 2007 | Перу   | греко-римська боротьба, до 74 кг | Срібло |
| Панамериканські ігри 2011 | Перу   | греко-римська боротьба, до 74 кг | 7      |

### Виступи на Чемпіонатах Південної Америки
| Змагання                                    | Збірна | Вагова категорія                 | Місце  |
| ------------------------------------------- | ------ | -------------------------------- | ------ |
| Чемпіонат Південної Америки з боротьби 2011 | Перу   | греко-римська боротьба, до 74 кг | Золото |

### Виступи на інших змаганнях
| Змагання                                                               | Збірна | Вагова категорія                 | Місце  |
| ---------------------------------------------------------------------- | ------ | -------------------------------- | ------ |
| Олімпійський кваліфікаційний турнір з боротьби 2004 (Новий Сад)        | Перу   | греко-римська боротьба, до 74 кг | 25     |
| Олімпійський кваліфікаційний турнір з боротьби 2004 (Ташкент)          | Перу   | греко-римська боротьба, до 74 кг | 20     |
| Гран-прі Німеччини з боротьби 2007                                     | Перу   | греко-римська боротьба, до 74 кг | 9      |
| Гран-прі Німеччини з боротьби 2008                                     | Перу   | греко-римська боротьба, до 74 кг | 5      |
| Чемпіонат світу з боротьби серед студентів 2008                        | Перу   | греко-римська боротьба, до 74 кг | 9      |
| Олімпійський кваліфікаційний турнір з боротьби 2012 (Кіссіммі-Орландо) | Перу   | греко-римська боротьба, до 74 кг | Бронза |
| Олімпійський кваліфікаційний турнір з боротьби 2012 (Тайюань)          | Перу   | греко-римська боротьба, до 74 кг |        |
| Гран-прі Іспанії з боротьби 2012                                       | Перу   | греко-римська боротьба, до 74 кг | Бронза |